# Конфедерация революционных профсоюзов Турции
Конфедерация революционных рабочих профсоюзов Турции (DİSK— тур. Türkiye Devrimci İşçi Sendikaları Konfederasyonu) — один из четырёх ведущих национальных профсоюзных центров в Турции. Основан 15 июня 1967 года левыми профсоюзами, выделившимися из Конфедерации турецких профсоюзов (TÜRK-İŞ).
Численность после основания — 65 730, к 1975 году — 600 тысяч, после восстановления в 1992 году — 327 тысяч членов. Ныне охватывает 407 тысяч рабочих, в основном в частном секторе и промышленности. Наряду с Конфедерацией профсоюзов государственных служащих (KESK) стоит на социалистических позициях. DİSK входит в Международную конфедерацию профсоюзов и Европейскую конфедерацию профсоюзов. Лидером с 2013 года является Кани Беко.

## История

### Объединение революционных левых профсоюзов
Конфедерация революционных профсоюзов Турции появилась в условиях более широких свобод по Конституции 1961 года и новому трудовому законодательству 1964 года, закреплявшему право на забастовку и переговоры о коллективных договорах. 
Соглашение о создании нового профобъединения 15 января 1967 года подписали Кемаль Тюрклер, Риза Куас, Ибрахим Гюзелдже, Кемаль Небиоглу и Мехмет Альпдюндар, представлявшие профсоюзные федерации Türkiye MADEN-İŞ, LASTİK-İŞ, BASIN-İŞ, GIDA-İŞ и Türk Maden-İş. В первый год существования DİSK к ней присоединились ещё 6 проффедераций (Turizm-İş, Kimya-İş, Bank-İş, EMSIS, TADSIS, Gaziantep Tekstil), повысив членство до 65 730 человек.
И ставший первым генеральным секретарём Конфедерации Кемаль Тюрклер (1926—1980), и большинство прочих основателей DISK (кроме Альпдюндара) были активистами социалистической Рабочей партии Турции; активисты поддерживали также нелегальную Коммунистическую партию Турции, Социалистическую рабочую партию Турции и турецких новых левых. На первой генеральной ассамблее профсоюза 15 июня 1967 года были приняты резолюции о поддержке кампании «Войны с голодом» и создании фондов солидарности. Вместе с леворадикальными студенческими организациями Конфедерация революционных профсоюзов Турции участвовала в протестах 1968 года.

### Репрессии и террор против DİSK

Старый логотип Конфедерации

15-16 июня 1970 года Конфедерация провела успешную забастовку, предотвратившую запланированный ведущими партиями (Республиканской народной и Партией справедливости) запрет всех профобъединений, за исключением официальной TÜRK-İŞ. Хотя руководители DİSK и многие рядовые участники были арестованы, а в Стамбуле было объявлено военное положение, однако конституционный суд в итоге аннулировал этот закон.
DISK пострадала от военного переворота 12 марта 1971 года, но смогла успешно наращивать свою численность и влияние в последующее десятилетие (270 тысяч в 1973 году).
1 мая 1976 года Конфедерация революционных профсоюзов Турции организовала на площади Таксим первый с 1927 года в Стамбуле первомайский митинг. Основными требованиями этой полумиллионной демонстрации стали 40-часовая рабочая неделя против 48-часовой, повышение заработной платы, ограничение роста цен, запрет локаутов, отмена 141 и 142 статей Уголовного кодекса, предусматривающих запрет «коммунистической деятельности».
В следующем, 1977 году, в организованном DİSK праздновании дня труда на площади Таксим снова принимало участие около 500 тысяч человек, однако протест закончился бойней: вначале демонстранты были обстреляны неизвестными (скорее всего, ультраправыми), а затем полиция спровоцировала давку, разгоняя манифестантов тяжёлой техникой и водомётами. В результате инцидента погибло, по разным данным, от 34 до 42 человек, ещё от 126 до 220 получили ранения. В последующие годы многие руководящие кадры DISK, включая Кемаля Тюрклера, пали жертвами террора Партии националистического движения, связанных с ней «Серых волков» и других ультраправых.

### Запрет и возобновление деятельности

Флаг Конфедерации

В начале 1980 года пика достигло забастовочное движение под руководством профсоюзов DİSK, численность рядов которых перевалила за полмиллиона человек (76,7 % забастовщиков являлись членами Конфедерации). Однако в результате военного переворота 1980 года все партии и профсоюзы, включая DİSK, были запрещены, а их имущество — конфисковано. Вне закона до 1984 года были поставлены и трудовые споры. 
52 ведущих активиста DİSK были арестованы и предстали перед судом по обвинению в «попытке свержения конституционного строя», за что военная прокуратура требовала для профсоюзников смертной казни. К моменту оглашения военным судом вердикта в 1986 году по делу проходило уже 1477 членов профобъединения. 264 из них получили сроки от 5 с половиной до 15 лет и 8 месяцев тюремного заключения.
В 1991 году судебное решение было отменено, и 19-22 января 1992 года Конфедерация революционных профсоюзов Турции была восстановлена во главе с генеральным секретарём Сулейманом Челеби и председателем Кемалем Небиоглу.